# Gorzyce (Tarnobrzeg)
Pour les articles homonymes, voir Gorzyce.
Gorzyce est une localité polonaise, siège de la gmina de Gorzyce, située dans le powiat de Tarnobrzeg en voïvodie des Basses-Carpates.